# 犯罪パニック24時!!逮捕の瞬間100連発
『犯罪パニック24時!!逮捕の瞬間100連発』（はんざいパニックにじゅうよじ たいほのしゅんかんひゃくれんぱつ）は、フジテレビ系列で不定期に放送されているドキュメンタリー番組（いわゆる「警察24時」もの）である。

## 放送内容
カメラがとらえた犯人逮捕の瞬間や、犯罪捜査の裏側、繁華街の交番、犯罪捜査の最前線を取材する警察密着ドキュメント番組である。スタジオでは司会の島田紳助と当時フジテレビアナウンサーの八木亜希子、ゲストパネラーと警察ジャーナリストがコメンテーターとして解説する。

## 番組タイトル・番組内容
- 1995年9月19日 犯罪パニック24時！逮捕の瞬間100連発
- 1995年12月20日 犯罪パニック24時！逮捕の瞬間100連発
- 1996年3月18日 犯罪パニック24時！逮捕の瞬間100連発
- 1996年9月23日 犯罪パニック24時！逮捕の瞬間100連発
- 1996年12月27日 犯罪パニック24時！逮捕の瞬間100連発
- 1997年4月10日 逮捕の瞬間100連発!!これが警察大捜査線だ!
- 1997年9月30日 犯罪パニック24時！逮捕の瞬間100連発
- 1997年12月23日 犯罪パニック24時！逮捕の瞬間100連発
- 1998年4月3日 犯罪パニック24時!逮捕の瞬間100連発
- 1998年10月9日 犯罪パニック24時！逮捕の瞬間100連発
- 1998年12月30日 犯罪パニック24時！逮捕の瞬間100連発
- 1999年4月1日 犯罪パニック24時！逮捕の瞬間100連発
  - 珍客万来!人情交番物語 仙台中央警察署国分町交番
  - 激撮!!酔っぱらい!道案内!大乱闘!中洲交番24時
  - 大阪府警察本部 暴走族・ドリフト族・ローリング族壊滅大作戦
  - おれこれ言い訳…なにわ名物飲酒問答 大阪府東淀川警察署
  - 兵庫県生田警察署 恐喝犯出頭
  - 愛知・自動車警ら隊VS無免許ドライバー真夜中のカーチェイス
  - 東京〜名古屋〜広島 悪質詐欺師列島縦断大追跡 生田警察署
  - ご存知!酔いどれ(秘)交番 大阪阪急東通交番
  - 警察人生42年定年退職刑事最後の手錠 宮城県警機動捜査隊
- 1999年9月24日 犯罪パニック24時！逮捕の瞬間100連発 －警察捜査最前線－
  - 愛知県自動車警ら隊 緊急出動!深夜のバイオレンスゾーン
  - 兵庫県尼崎北警察署 激撮!!深夜の逮捕劇
  - 和歌山県警察本部機動捜査隊
  - 博多の夜は燃えていた!中洲交番真夜中の事件簿
  - 壮絶カーチェイス!暴走族・改造車軍団壊滅大作戦
  - 駐禁、たった2分でアウト史上空前!大阪府警“ストップウォッチ”大作戦
  - 執念の逮捕劇恐怖のストーカー通り魔を追え
  - 主婦ドロボーを追え!変装名人デカ追跡!張り込み!!大作戦
  - 検問で逮捕、絶叫!!これがナニワの(秘)飲酒問答
  - 違法風俗摘発の瞬間
- 1999年12月28日 '99ぶっちぎり200連発 超ド迫力！激撮生放送 今夜何が起こるか誰もわからないスペシャル スクープ映像100連発VS逮捕の瞬間100連発
- 2000年4月6日 逮捕の瞬間100連発 これが列島大捜査線だ
- 2000年10月13日 犯罪パニック24時！逮捕の瞬間100連発！
- 2000年12月29日 今世紀最後の大捜査線追跡!!あのミステリー未解決事件＆犯罪24時逮捕の瞬間100連発!!

## 出演者

### 司会
- 島田紳助
- 八木亜希子（当時フジテレビアナウンサー）

### ナレーター
- 屋良有作 - 第2回は除く。
- 池水通洋 - 第2回のみ
- 郷里大輔 - 第2回のみ

## スタッフ
- 構成：安達充、木村仁
- TD：中川清幸
- カメラ：加瀬俊弘
- 音声：小林清人、佐藤浩一
- VE：池田健二、小林信久、松沢勝己
- 照明：嶺岸一彦
- ＜ロケ技術＞
  - カメラ：藤田弘二、向山憲男、村木健児、斉藤昌男
  - VE：野澤哲也、山田康一、蘇武紀彦、唐瑞強、山本光保、小林武、松本浩一
- 編集：伊波広行、糸坂裕明、小栗宏之、後藤賢治、堀田真二、石橋正和、仲田治久、棚橋和弘
- ライン編集：山本守、木村秀雄、三ツ井章文
- MA：石橋透、中村貴明、道淵進、深沢一友
- 音響効果：星川秀一、小澤利之
- 美術制作：丹沢秀雄→夏野展實
- デザイン：雫石洋治
- 美術進行：佐々木等、柳沢正貴
- 大道具：服部孝志
- アートフレーム：津田忠直
- 装飾：草刈茂
- メイク：松浦緑
- 電飾：谷口雅彦
- 視覚効果：猪又悟
- タイトル：加藤啓次（第1回）→岩崎光明（第2回以降）
- ワープロ：黒沢誠
- 技術協力：共同テレビ、八峯テレビ、東海ビデオシステム、ビデオジャーナル、ズーム、CBCヴィジョン、ON-V、渋谷ビデオスタジオ、FLT、明光セレクト
- 協力：テレモーションマックス、共同エディット、第一音響、インターナショナルクリエイティブ
- 監修：山田秀雄、安冨潔（共に山田秀雄法律事務所）
- 広報：間島秀太、小林晴一郎
- 編成：金田耕司
- TK：小池美緒子、上野和美
- FD：斉藤雅仁
- AD：佐々木明日香、阿左美貴彦
- ディレクター：曽篠歩、吉川和仁、河原一久、藤木伸一郎、藤井進、魏治康、藤沼聡、出澤真理子、濱潤、羽広克仁、畑中泰、柴田芳浩、大友太郎、村田修一、佐藤雅仁／朝野良一
- チーフディレクター：井上寿也、小泉恵一
- チーフディレクター→プロデューサー：大野貢
- デスク：藤井雄峰
- アシスタントプロデューサー：日高秀実
- プロデューサー→チーフプロデューサー：田中信之
- 制作協力：SJK
- 制作著作：フジテレビ